# Кайстен
Кайстен (нем. Kaisten) — коммуна в Швейцарии, в кантоне Аргау.
Входит в состав округа Лауфенбург. Официальный код — 4169.

## История
На 31 декабря 2007 года население составляло 2291 человек.
1 января 2010 года в состав коммуны Кайстен вошла коммуна Иттенталь.
Население на 31 декабря 2020 года — 2754 человек.